# Congregația Surorilor Maicii Domnului

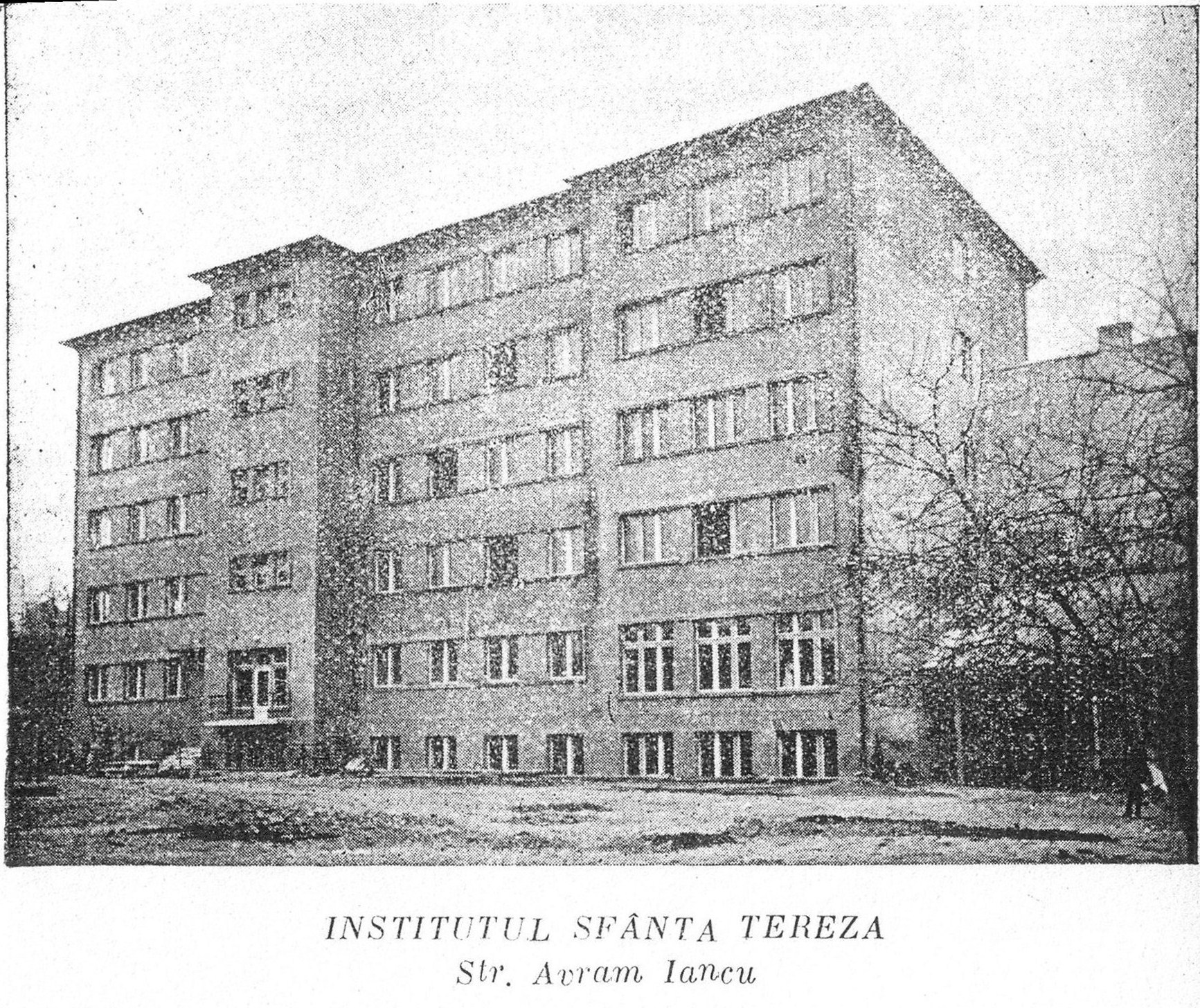
Internatul construit la Cluj în perioada interbelică (ulterior corp de clădire al Liceului G. Coșbuc)

Congregația Surorilor Maicii Domnului (CMD) este o comunitate monahală, de maici (surori), greco-catolică, de caritate înființată în anul 1921 la Blaj de mitropolitul Vasile Suciu. Este prima congregație călugărească feminină care a luat ființă în cadrul Bisericii Române Unite cu Roma. 

## Istorie
Congregația a fost înființată cu scopul de a îngriji în Orfelinatul arhidiecezan de la Blaj copiii rămași orfani după primul război mondial. În acest sens mitropolitul Vasile Suciu a pus la dispoziția surorilor Castelul Wesselényi din Obreja, cumpărat în 1916. Mitropolitul Vasile Suciu a înființat o Congregație de surori în Biserica Română Unită (Biserică de rit bizantin), însă după modelul Institutelor religioase din Occident, adică cu activitate apostolică. Prima Superioară a Congregației a fost Sora Febronia, călugăriță care aparținea Ordinului franciscan al Mănăstirii din Mallersdorf (Bavaria - Germania). Ea s-a îngrijit, împreună cu Mitropolitul-fondator, de formarea primelor călugărițe. Acestea au format o comunitate la Obreja unde, în cadrul orfelinatului de-acolo organizat în vechiul Castel Wesselényi, s-au îngrijit de-a lungul anilor de copiii orfani încredințați lor. 
Surorile CMD conduceau și Internatul pentru Fete din Blaj, Institutul Recunoștinței (azi, Colegiul Național „Inochentie Micu Clain” din Blaj), precum și alte zece comunități umanitare de pe lângă mai multe spitale și sanatorii din Transilvania, precum și din București și Craiova. La Cluj au înființat și condus Institutul „Sf. Tereza” și precum și Liceul „Sf. Maria”, în prezent corpuri de clădire ale Colegiului Național George Coșbuc. Surorile au fondat mai multe școli, grădinițe și internate pentru tineri. Între anii 1925-1940 s-au înființat 15 filiale ale Congregației, dintre care 10 s-au deschis pe lângă spitale sau sanatorii, precum la Aiud, Arad, Craiova, Geoagiu, Mediaș, Ploiești, Reghin, Sebeș, Timișoara, Turda. 
În 1948 Biserica Română Unită cu Roma a fost scoasă în afara legii, context în care bunurile și clădirile congregației au fost naționalizate. Surorile au fost scoase forțat din casele lor și deportate la Mănăstirea ortodoxă Bistrița din județul Vâlcea. 20 dintre ele, printre care și Maica Superioară Generală, Prea Cuvioasa Maria Sofia Mureșanu, au fost întemnițate, la Malmaison, sediul arestului Securității.
Până în 1989 Surorile au trăit dispersate prin diferite orașe. După căderea comunismului, Congregația și-a relaut oficial activitatea. În prezent Congregația Maicii Domnului este prezentă pe teritoriul Eparhiei de Cluj-Gherla, al Arhieparhiei de Alba Iulia și Făgăraș și al Eparhiei de Maramureș, numărând peste 130 de Surori.

## Activități
Astăzi, Congregația Surorilor Maicii Domnului are comunități închegate la Cluj, unde se află Mănăstirea și Casa Generală, precum și o Casă de copii de tip familial (orfelinat), la Sighet, unde s-a construit o mănăstire pentru Surori, un cămin (internat) pentru eleve și un Centru de formare spirituală pentru tineri; la Carei, unde există un Centru de zi pentru elevi, precum și la Blaj. Surorile CMD activează în învățământ pentru educarea și instruirea copiilor la grădiniță și în școli, a tinerilor la universitate și în parohii. Congregația CMD întreține astăzi orfelinatul “Casa Providenței” din Cluj, grădinița “Maica Domnului” din Mediaș, o casă pentru surorile în vârstă și bolnave la Sighetu Marmației. Surorile sunt implicate și în învățământul universitar și liceal, la Cluj și Blaj, îngrijirea bolnavilor în spitale la Cluj și Sighet, precum și în apostolatul cu persoane handicapate la Sibiu. Un alt proiect vizat este cel de dezvoltare a unui spital și unui cămin pentru bătrânii abandonați de societate, la Cluj. În Mănăstirea de la Sighet se desfășoară și un intens apostolat cu copii și tineri.
Pe 8 septembrie 2003 arhiepiscopul-mitropolit Lucian Mureșan a sfințit pentru Congregație Mănăstirea Maicii Domnului în cartierul Borhanci din Cluj (str. Fagului, f.n.). Este prima mănăstire a Congregației Surorilor Maicii Domnului ridicată după căderea comunismului, având propriu lăcaș de cult după o perioadă de 55 de ani de catacombe. Mănăstirea funcționează acum într-un sediu nou, vechile proprietăți ale Congregației fiind retrocedate anevoios. În anul 2007 Comisia Specială de Retrocedare a Unor Bunuri Imobile care au Aparținut Cultelor, din cadrul Guvernului Tăriceanu, a decis restituirea imobilelor în care funcționează în prezent două corpuri de clădire ale Colegiului George Coșbuc din Cluj. Această decizie a fost contestată în instanță de primarul Clujului, Emil Boc, acțiunea judecătorească fiind respinsă de Curtea de Apel Cluj pe data de 9 februarie 2011.